# Jolente De Keersmaeker

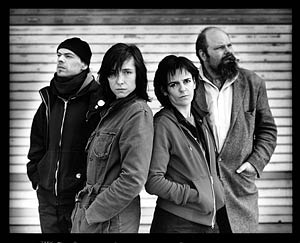
La compagnie Tg STAN avec de gauche à droite Frank Vercruyssen, Sara De Roo, Jolente De Keersmaeker, et Damiaan De Schrijve

Jolente De Keersmaeker, née en 1967 en Belgique, est une actrice et metteuse en scène de théâtre contemporain belge.

## Biographie
Jolente De Keersmaeker est la sœur de la célèbre chorégraphe Anne Teresa De Keersmaeker. Diplômée en théâtre du Conservatoire royal flamand d’Anvers, elle fonde en 1989 la compagnie Tg STAN avec Damiaan De Schrijver, Waas Gramser et Frank Vercruyssen qui deviendra une compagnie importante sur la scène du théâtre contemporain belge. À partir de 1997, elle va également collaborer ponctuellement avec sa sœur pour la mise en scène des chorégraphies Just Before (1997), I Said I (1999) et In Real Time (2000).
Jolente De Keersmaeker est également enseignante au Studio Herman Teirlinck, et à P.A.R.T.S. fondés par Anne Teresa De Keersmaeker.

## Principales créations
- 1995 : Kleine Bezetting écrit avec Willy Thomas
- 1999 : Quartett d'Heiner Müller en collaboration avec Anne Teresa De Keersmaeker, Cynthia Loemij, et Frank Vercruyssen
- 2005 : Impromptu
- 2005 : «Sauve qui peut» pas mal comme titre
- 2009 : Impromptu XL (pour les 20 ans du collectif)
- 2012 : Les Estivants de Maxime Gorki

### Participations
- 1997 : Just Before d'Anne Teresa De Keersmaeker
- 1999 : I Said I d'Anne Teresa De Keersmaeker
- 2000 : In Real Time d'Anne Teresa De Keersmaeker
- 2021 : Danses pour une actrice (Jolente De Keersmaeker) de Jérôme Bel
- 2022 : Poquelin II (L'Avare / Le Bourgeois gentilhomme), texte de Molière, production Tg Stan, Centre dramatique national Besançon Franche-Comté et tournée[1].